# Valentina Igoshina
 (octobre 2012).
Valentina Evguenievna Igoshina (en russe : Валентина Евгеньевна Игошина), née à Briansk le 4 novembre 1978, est une pianiste russe.

## Biographie
Diplômée du Conservatoire Tchaïkovski de Moscou, où elle a été l’élève de Larissa Dedova et de Sergueï Dorenski, elle est lauréate de plusieurs concours internationaux : Concours Rubinstein en Pologne (1993), Concours International de Piano Serge Rachmaninov à Moscou (1997), Concours International Reine Elisabeth à Bruxelles  (2003), Concours international de piano José Iturbi à Valence en Espagne (2006).
Elle s’est produite à Londres au Queen Elizabeth Hall dans la série « Harrods International Piano Series » et a donné des récitals à Zurich à la Tonhalle, à Milan dans la série La Societa dei Concerti, à Paris au Théâtre de l’Athénée, à Toulouse au Cloître des Jacobins et a participé à de nombreux festivals tels que Radio France-Montpellier, La Roque d'Anthéron (France), Ravello Music (Italie), Dushniki Zdroi (Pologne), Povoa de Varzim et au Festival de Belem à Lisbonne (Portugal), le Styriarte à Graz (Autriche).
Invitée du Hallé et de l’Orchestre symphonique de la BBC Écosse au Royaume-Uni, de l’Orchestre Royal Concertgebouw à Amsterdam et de l’Orchestre Royal Philharmonique de Galice en Espagne, parmi ses prochains engagements[Quand ?], on peut citer des concerts avec l'Orchestre Symphonique de Barcelone (Rhapsodie sur un thème de Paganini de Rachmaninov), l'Orchestre de Santiago du Chili (concerto no 1 de Chopin), l'Orchestre Royal Philharmonique de Galice (es) (concerto no 2 de Prokofiev).
Elle a signé son premier disque chez Warner Classics Int. consacré aux Tableaux d’une exposition de Moussorgski et à Carnaval de Schumann en 2005.
On l’a aussi entendue lors d’émissions radiodiffusées en direct par la BBC et Classic FM au Royaume-Uni et l’on peut aussi la voir et l’entendre jouer des pièces de Rachmaninov et de Chopin respectivement dans les deux biographies réalisées par Tony Palmer, The Harvest of Sorrow (1998) dédié à S.Rachmaninov, et the Mystery of Chopin : The Strange Case of Delphina Potocka (1999, publiée en DVD en 2001).